# Peace and Sport
Peace and sport, « L'Organisation pour la paix par le sport » est une organisation internationale basée en Principauté de Monaco et placée sous le haut patronage du souverain monégasque Albert II de Monaco. Elle a été créée par le médaillé olympique et champion du monde de pentathlon moderne Joël Bouzou en 2007.
Son objectif est d'utiliser le sport et ses valeurs comme instrument de paix à travers le monde. Elle s'appuie sur une campagne digitale nommée « #WhiteCard Campaign ». En 2018 Didier Drogba devient vice-président de l'organisation,.

## Actions sur le terrain
En 2018, les actions de Peace and sport se répartissent en quatre programmes actifs dans trois régions majeures : les Grands Lacs d'Afrique, le camp de réfugiés de Za'atari en Jordanie, et la France,.
En 2016, Peace and sport a lancé un programme international sous le nom de « Act for What Matters ». 

Peace and sport a créé un manuel de solutions dites « Sport simple ».

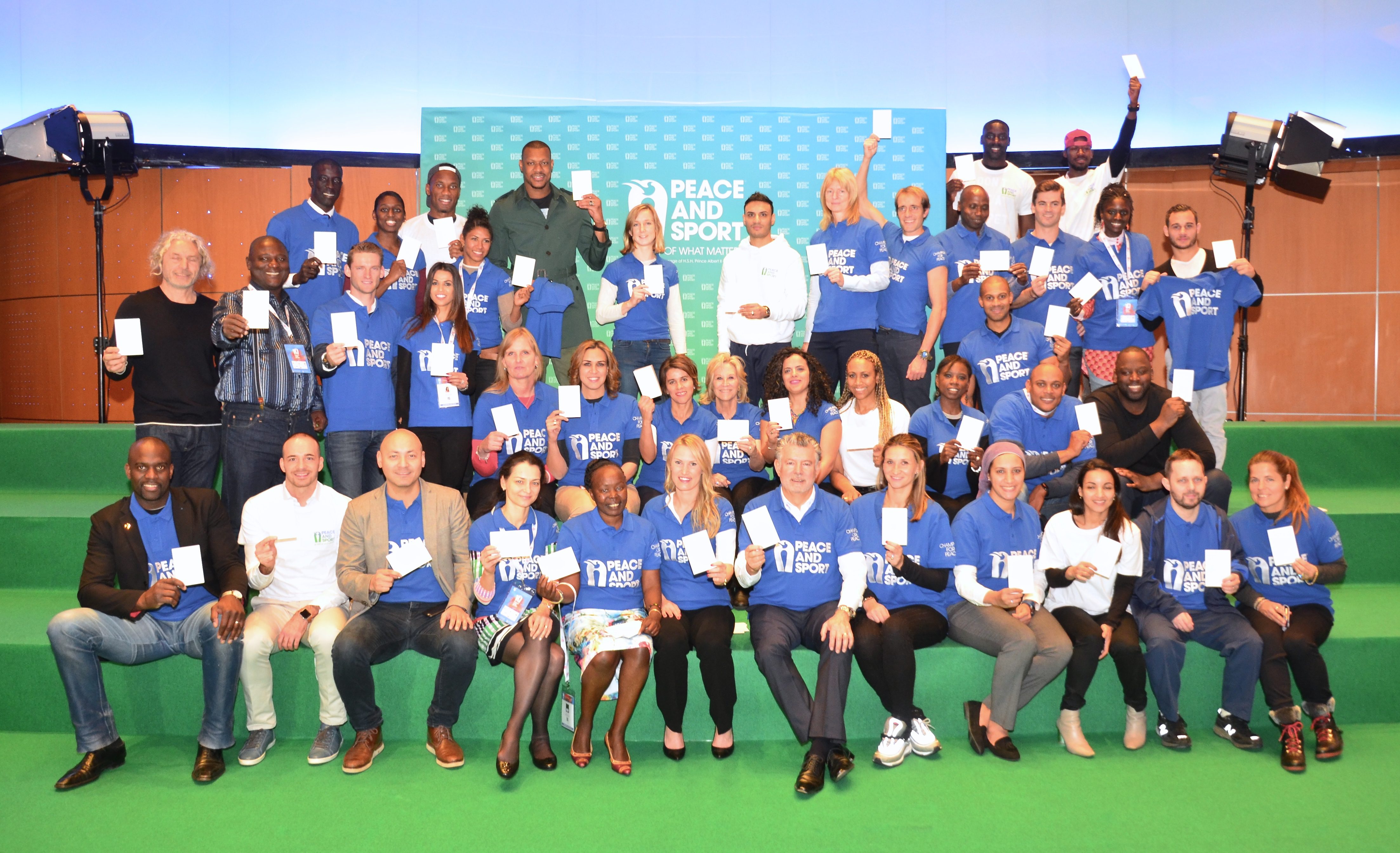
Les Champions de la paix Peace and sport lors du Forum international Peace and sport 2017.

Les Champions de la Paix sont des athlètes internationaux de haut-niveau, toujours en activité ou ayant terminé leur carrière sportive, qui souhaitent soutenir les communautés les plus défavorisées à travers le sport. 

## Forum International Peace and sport

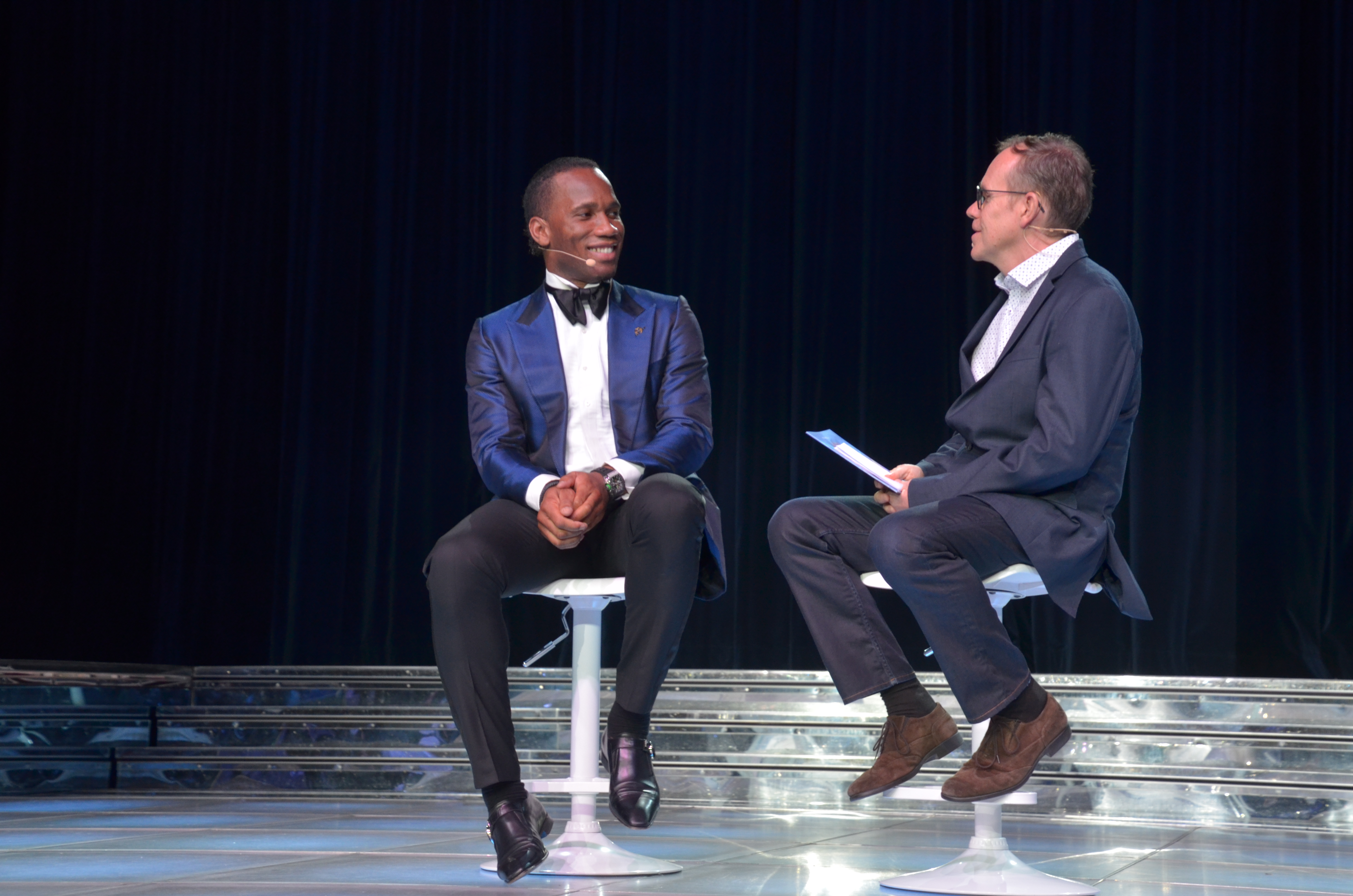
Didier Drogba lors du Forum International Peace and Sport 2017

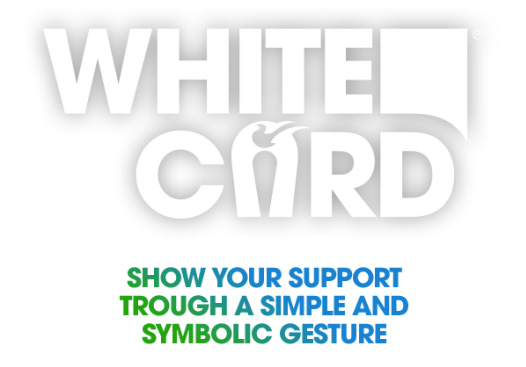
Logo officiel de la campagne White Card

Depuis sa création, le Forum international Peace and sport est un événement annuel qui se déroule à Monaco. Il réunit chaque année des chefs d'État et de gouvernement, des instances dirigeantes sportives, des sportifs de haut niveau, des organisations internationales, des ONG, des universités ainsi que des athlètes, les Champions de la paix. L'objectif est de rassembler des décideurs majeurs afin d’identifier des solutions, et de susciter une réflexion nouvelle autour d'un thème. 
Parmi les intervenants de ce forum, on retrouve par exemple Muhammad Yunus, Didier Drogba, ou Christian Karembeu. 
Depuis 2017, Peace and sport a décidé d'organiser une édition régionale bi-annuelle de son forum. Le premier a eu lieu le 18 octobre 2018 à Rhodes en Grèce en co-organisation avec la Région Égée-Méridionale.

Inaugurés en 2008, les Peace and sport Awards mettent en lumière des initiatives sportives et des individus ayant particulièrement contribué à la paix et à la stabilité sociale dans le monde.

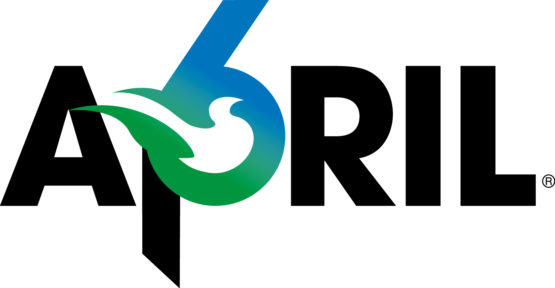
Logo de la campagne April6.org

## Programmes

### Campagne #WhiteCard
Créée par Peace & Sport qui promeut les valeurs positives et structurante du sport, l’opération White Card met en lumière les acteurs du mouvement de la paix par le sport, et permet à tous ceux qui croient en la capacité du sport à changer le monde de se mobiliser de manière symbolique. 
Dans le contexte de la pandémie, la #WhiteCard est devenue une expression d'unité et de solidarité à travers le sport.

### Trophée UNFP / Peace and sport
En 2015, le 1er trophée UNFP / Peace and sport a été attribué à la campagne « Soyons fiers de nos différences » menée en Ligue 1 et Ligue 2 à l'initiative de la Ligue de football professionnel, de l'UCPF et des Panamboyz United. En 2016, le deuxième trophée UNFP / Peace and sport a été attribué au programme « Chaque jeune à son plus haut » mené par le club amateur de US Pont Sainte Maxence.

### Trophée du documentaire Peace and sport au Sportel Awards
À l'occasion de la cérémonie des Sportel Awards, Peace and sport décerne un trophée qui récompense un réalisateur qui, à travers un film ou un clip vidéo, met en avant le rôle positif du sport dans la promotion de la paix. En 2018, c'est le film Fighting for Life de la réalisatrice Jamillah Van der Hulst qui a été récompensé.

### Monte-CarloFighting Trophy
En 2016, Peace and sport et Monte-Carlo Fighting Trophy s'associent pour récolter des fonds pour les actions terrains de Peace and sport. L'expérience est renouvelée pour le cinquième edition de la compétition en 2018.

### Levées de fonds «I Move For Peace»
Peace and sport a développé un programme sous le nom « I Move For Peace » dont l'objectif est de mobiliser la communauté sportive amateur ou semi-professionnelle autour d'enjeux solidaires.